# Adam Lisewski (koszykarz)
Adam Lisewski (ur. 30 marca 1980) – polski koszykarz grający na pozycji środkowego. Były reprezentant Polski do lat 18 i 20, obecnie zawodnik zespołu Decka Pelplin.

## Życiorys
Lisewski jest wychowankiem MKS-u Katarzynki Toruń. Na centralnym szczeblu rozgrywkowym występuje od 1998 roku. Większość kariery spędził w rozgrywkach I ligi, gdzie grał od 1998 do 2014 roku (z przerwą w sezonie 2002/2003, gdy przez część sezonu grał w II lidze), występując w sumie na tym poziomie w 475 meczach ligowych. W tym czasie reprezentował barwy SMS-u PZKosz Warka (1998–1999), Polpharmy Starogard Gdański (1999–2003), Basketu Kwidzyn (2003–2006), Stali Stalowa Wola (2006–2009), MKS-u Dąbrowy Górniczej (2009–2011), Startu Gdynia (2011–2012) oraz Polskiego Cukru Toruń (gdzie gra od 2012 roku). W ostatnim z tych klubów, w wieku 34 lat, w sezonie 2014/15 zadebiutował w najwyższej klasie rozgrywkowej. W pierwszym sezonie na tym szczeblu rozegrał 20 meczów, zdobywając średnio po 1,4 punktu i 2,2 zbiórki. W drużynie z Torunia występował także w sezonie 2015/2016, jednakże wystąpił wówczas tylko w 5 spotkaniach PLK, w których zgromadził łącznie 3 punkty (średnio po 0,6) i 5 zbiórek (średnia po 1). Następnie Lisewski powrócił do I ligi, podpisując w czerwcu 2016 roku kontrakt z Notecią Inowrocław.
Lisewski jest byłym reprezentantem Polski do lat 18 i 20 – w 1998 roku z pierwszą z tych kadr, a w 2000 z drugą uczestniczył w kwalifikacjach do mistrzostw Europy w tych kategoriach wiekowych.
Lisewski wyróżnia się nietypową techniką oddawania rzutów osobistych – wykonuje je używając do tego tylko jednej ręki.

## Osiągnięcia
Drużynowe
- Awans do PLK ze Stalą Stalowa Wola (2009)

Indywidualne
- I skład I ligi (2007, 2011)[7]
- Lider:
  - w blokach:
    - I ligi (2007, 2008, 2011)
    - II ligi (2020 – 2,56)[8]

  - I ligi w skuteczności rzutów z gry (2010 – 65,7%)[9]
- Uczestnik meczu gwiazd I ligi (2007, 2011)[10]